# Revolução Agrícola Britânica
A Revolução Agrícola Inglesa foi um processo de refinamento e desenvolvimento das técnicas agrárias que acarretou no aumento, sem precedentes, da produção agrícola nos campos ingleses. Durante os séculos XVII, XVIII e XIX a crescente oferta de alimentos foi fator chave para o aumento demográfico britânico e está associada ao aumento do contingente populacional nas cidades inglesas, populações essas que se tornaram, posteriormente, mão de obra para a Revolução Industrial.

Ela é considerada uma revolução pois a introdução de novas técnicas e políticas no campo, como os cercamentos, a rotação de culturas, entre outros, foram capazes de produzir alimentos numa escala sem precedentes que pode suprir as necessidades de uma população que crescia exponencialmente e que, aos poucos, vivia um movimento de êxodo rural, participando das mudanças da lógica de trabalho e organização social da época.

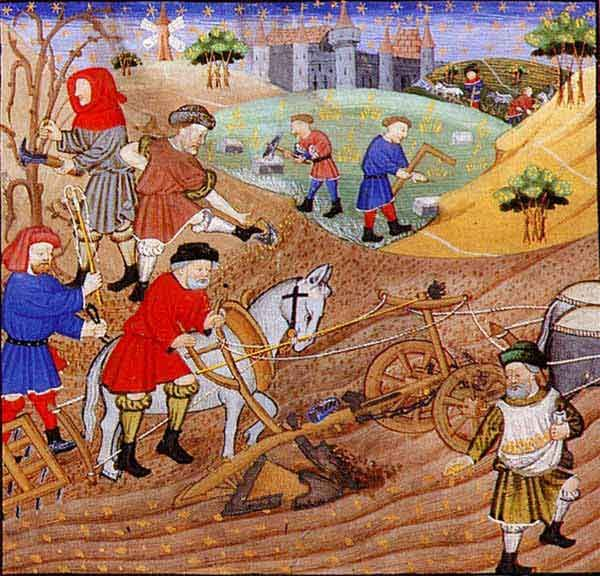
Camponeses utilizando de métodos como o arado para realizar uma plantação.

## Novas técnicas agrícolas

### Cercamentos
A política de cercamentos foi um fenômeno político-econômico dos séculos XVIII na Inglaterra. Muitos deles logrados por atos parlamentares, que se iniciaram em meados de 1600, mas que se intensificaram por volta de 1750. Entre 1604 e 1914, mais de 5000 espaços de terras comunais, um quinto do território inglês, foram cercadas através de atos parlamentares.
As chamadas terras comunais eram certos espaços coletivos de terra, onde o camponês realizava cultivo para sua subsistência. O processo de cercamentos expropriou as terras de maneira violenta e bloqueou o acesso campesino a esses territórios - uma vez que seu uso deixou de ser coletivo e se tornou privado.
Os cercamentos, por levar as terras comunais à uma nova lógica, de propriedade privada acabaram minando, aos poucos, o caráter camponês e de subsistência da produção agrícola. Muitos camponeses perderam o direito da pastagem, cultivo e à terra. A gentry (nobreza rural aburguesada) e os yoemen (camada mais rica dos pequenos e médios proprietários) passaram a possuir espaços imensos de terras, o que gerou uma necessidade por mão de obra para o cultivo e, por consequência, uma demanda para ocupação destes cargos.
Esse processo foi essencial para a modernização das técnicas agrárias pois, ao centralizar o poder sobre as terras em proprietários e arrendatários, facilitava na implementação de novas técnicas de cultivo e uso de terras, além de trazer um melhor aproveitamento das extensões das terras.
As fazendas cercadas significavam mais produtividade com uma quantidade menor de trabalhadores e, assim, o trabalho assalariado toma forma: o camponês, para sua sobrevivência, começa a vender sua mão-de-obra, tanto no campo quanto nas cidades.
E, também, sem as terras cercadas e privadas, teria sido muito difícil que a Grã-Bretanha tivesse uma produção de lã tamanha a suprir as necessidades da indústria têxtil que, concomitantemente com o desenvolvimento agrário, se desenvolvia em grande escala, principalmente no século XVIII, período da Revolução Industrial, já que a dinâmica dos cercamentos possibilitava a criação de ovelhas de maneira ostensiva.

### Rotação de culturas
Antes, no sistema medieval de três campos, um terço da terra sempre permanecia em pousio, sem nenhum tipo de cultura acontecendo enquanto dois outros terços eram cultivados, e isso representava, consequentemente, um considerável desperdício do potencial de produção das terras, além de contribuir com o empobrecimento do solo à longo prazo.
Além disso, esse sistema de rotação de culturas também permitiu, através da introdução dos nabos e dos trevos que limpavam e mantinham o solo fértil para as outras culturas, a possibilidade de se manter a criação de bois, novilhos e carneiros de forma contínua, já que no inverno proporcionavam alimento aos animais, além de possibilitar o desenvolvimento de raças com mais qualidade, já que eram mais bem alimentadas.
O Norfolk four-course rotation  dividia e reveza a terra da seguinte maneira:
| Ano | Cultivo |
| --- | ------- |
| 1°  | Trigo   |
| 2°  | Nabos   |
| 3°  | Cevada  |
| 4°  | Trevos  |

Considerada como uma das mais importantes das novas técnicas de cultivo que foi introduzida nos campos britânicos em massa durante o período visto como revolução agrícola, a rotação de culturas é uma técnica que alterna os insumos que são produzidos na terra com o objetivo de otimizar a produção e melhorar a qualidade do solo. 
Desenvolvido em Norfolk (e, em inglês carregando seu nome, como Norfolk four-course rotation), o método de rotação de culturas empregado no dado período seguia a lógica de quatro passos de plantação e introduziu o nabo, que, com suas raízes capazes de converter e fixar muito nitrogênio no solo, ajudou a recuperar e aumentar a fertilidade de terras que tinham seu potencial de produção menos aproveitado. A produção de grãos, que fornecia uma das principais bases da alimentação da região foi uma das mais beneficiadas, tendo uma melhora acentuada da qualidade e da produtividade de seus campos de grãos ao longo do século XVIII.

### Arado de Roterdão
Outra tecnologia empregada nos campos britânicos que foi muito importante para o desenvolvimento da agricultura da época foi um novo tipo de arado, que tinha sido criado pelos holandeses a partir da adaptação de um arado amplamente utilizado na China.
O arado, o primeiro modelo de ferro a se popularizar, foi ainda mais adaptado pelos britânicos e precisava de menos tração animal para arar a terra, mas era mais eficiente do que os anteriores utilizados pois penetrava na terra com mais facilidade e usava um padrão de peças intercambiáveis, o que tornou sua comercialização, produção e manutenção mais eficaz.
Arar a terra era indispensável para melhorar a qualidade das culturas que ali seriam plantadas e a disseminação de um arado que fazia isso com mais eficiência foi ponto chave para a transformação da produção agrícola inglesa.

## Impactos e o significado da Revolução Agrícola
Os surpreendes progressos na produção agrícola contribuem para denominar a Revolução Agrícola Britânica como uma verdadeira revolução. De forma concomitante e relacionada, o aumento da população do país se deu em picos nunca antes vistos.

### Desenvolvimento e integração do mercado interno britânico
A larga escala de produção no campo e nas cidades tornaram as relações de mercado cada vez maiores e mais mais complexas. O artesanato, a fabricação familiar, caseira, foi substituída pela manufatura.
A proporcionalidade e dimensão que foi tomada com os novos métodos na produção torna-se descomunal, na indústria têxtil, em meados do século XVIII, “[o] consumo de algodão bruto se avaliava em 1860, em 383 milhões de libras por ano, ou seja, 11.694.266 arrobas. Exportava, então a Inglaterra, 2.800.000.000 jardas de tecido de algodão e aproximadamente 200 milhões de libras de fio simples e fio torcido de algodão.”
Estes grandes números explicitam uma realidade de grande vigor dos mercados britânicos, estes que se consolidaram como um dos maiores exportadores do produto no mundo, estando ao lado de outras grandes potências como Estados Unidos e França.
As influências destes mercados chegaram alcançar e ter espaços em países do sul da América, o Brasil é um grande exemplo de tal integração comercial, havendo um certo fluxo considerável de importações e exportações. Somente da Província de São Paulo exportou para Liverpool, no período que compreende entre 1869 a 1870, 44.794 fardos de algodão.
Tamanha proporção e prosperidade somente foi possível graças aos notáveis progressos técnicos, estes que foram responsáveis por revolucionar toda dinâmica na indústria e no campo e que desencadearam uma série de fatores sociais, econômicos e políticos que causaram mudanças nunca antes vistas.

### Aumento populacional e desenvolvimento do operariado britânico
Os cercamentos acabaram por gerar um movimento de escassez de trabalho no campo, milhares de pessoas viram a necessidade de migrar para as cidades e os grandes centros industriais britânicos, que estavam nesse período, graças às revoluções no campo, em seu auge pleno de produção.
A indústria têxtil se fez uma das coisas relevantes durante o século XVIII, “existiam, em 1861, em funcionamento no país, cerca de 3.000 fábricas de tecidos, as quais possuíam 11.250.000 fusos e davam trabalho a cerca de 600.000 operários”.
A maior parte da indústria se situava em três lugares fundamentais: Lancashire, no interior da região do porto de Liverpool e principalmente em torno da cidade de Manchester. O aumento progressivo e ininterrupto do contingente populacional nessas regiões, por meio do grande êxodo do campo criou e consolidou uma classe operária e urbana, concentrada às margens dos centros industriais.
Ainda com o emprego em massa de pessoas, tornava-se cada vez mais evidente uma mudança nas relações de trabalho, as relações com o campo ficaram cada vez mais estreitas e a realidade de uma população urbana mais evidente.
Junto com a grande demanda por moradia, outros problemas sociais surgiram e/ou se intensificaram. Muitos tornaram-se mendigos, vadios, criminosos e estavam sujeitos a duras penas que eram impostas pelo sistema a estes. Sentenças de morte, trabalho escravo, tortura, marcações feitas à ferro em brasa (como gado) na face eram algumas das determinações expressas em lei em casos de vadiagem ou em ser mendigo sem autorização.